# Xã Rockville, Quận Bates, Missouri
Xã Rockville (tiếng Anh: Rockville Township) là một xã thuộc quận Bates, tiểu bang Missouri, Hoa Kỳ. Năm 2010, dân số của xã này là 260 người.